# Beautiful Liar
Beautiful Liar (dt. „Hübscher Lügner“) ist ein Lied von Beyoncé Knowles, Amanda Ghost, Ian Dench und den Stargate-Mitgliedern Mikkel Storleer Eriksen und Tor Erik Hermansen, das 2007 veröffentlicht wurde. Das Stück wurde von Knowles mit der kolumbianischen Latin-Pop-Sängerin Shakira interpretiert und von Stargate und Knowles für die Wiederveröffentlichung ihres zweiten Studioalbums B’Day produziert.

## Hintergrund
Beautiful Liar wurde von Mikkel Storleer Eriksen, Tor Erik Hermansen, Amanda Ghost, Ian Dench und Knowles geschrieben. Eriksen findet den Song sehr einfach geschrieben.

“This song is very simple. Most of the time we have more chords in a song, because we find it hard writing a great song on just one chord. But if you do it right, you can make it work, and this song is an example.”

„Der Song ist sehr einfach. Meistens benutzen wir mehrere Akkorde in einem Lied, weil wir es schwer finden einen Song auf nur einem Akkord zu schreiben. Aber wenn man es richtig macht, kann es funktionieren und dieser Song ist ein Beispiel dafür.“

Der Song wurde bereits 2006 geschrieben. Eriksen und Hermansen spielten ihn ihrem Manager, Tyran Smith, vor und dieser sagte, dass der Song perfekt für ein Duett zwischen Shakira und Knowles ist. Eriksen und Hermansen hielten dies für unmöglich, dennoch widmete sich Smith dieser Idee. Da sie bis dahin keinen Text geschrieben hatten versuchten verschiedene Autoren den Song zu vollenden. Die ersten drei Versuche waren nicht zufrieden stellend, so dass Smith Eriksen und Hermansen mit Ghost und Dench, der den größten Teil des Textes und der Melodie schrieb, zusammen setzte.
Beautiful Liar hatte zunächst einen spanischen Titel und einen anderen Text. Hermansen nannte den Song um, als er die Zeile beautiful liar in einem der Refrains hörte. Als die Produktion des Songs nahezu abgeschlossen war, wurde er Knowles präsentiert, die ihn genehmigte. Sie fügte einige Zeilen hinzu und nahm eine Soloversion, einige Monate vor Veröffentlichung der Deluxe-Edition ihres Albums B’Day, auf. Knowles erzählte in einem Interview mit MTV News, dass sie bereits öfters Shakira getroffen habe und dass sie über Pläne eines Duetts gesprochen haben, da sie beide Fan von dem anderen sind und sich gegenseitig respektieren. Als Knowles Shakira zur Aufnahme eines Songs für die Wiederveröffentlichung ihres zweiten Studioalbums B’Day einlud, war Shakira auf Tournee und hatte Schwierigkeiten einen Termin zu finden. Shakira und Knowles nahmen deshalb ihr Gesang in zwei unterschiedlichen Studios auf.

## Musikalisches und Inhalt
Beautiful Liar ist ein Midtempo R&B-Song der in der Tonart G der Phrygisch-dominanten Tonleiter im Viervierteltakt mit 96 Schlägen pro Minute geschrieben ist. Knowles Stimmumfang reicht von G3 bis B♭5. Musikalisch verbindet der Song den Latin- und Orient-Stil von Shakira mit Knowles Hip-Hop- und Soul-Stil. Der Text des Liedes handelt über zwei Frauen, die ihre Freundschaft nicht beenden, obwohl ein Mann die eine Frau mit der anderen betrog. Das Hauptthema ist weibliche Unabhängigkeit.

## Veröffentlichung
Beautiful Liar erschien erstmals am 12. Februar 2007 als Airplay-Single. Im März 2007 folge die Veröffentlichung eines Promo-Tonträgers in den Vereinigten Staaten. Die Erstveröffentlichung erfolgte als Single am 16. März 2007 zum Download in Neuseeland. Es erschien als erste Singleauskopplung der Deluxe-Version zu B’Day. In Europa erschien Beautiful Liar erstmals am 20. April 2007 auf CD.
Neben der englischen Originalversion erschien weiterhin eine spanische Version unter dem Namen Bello Embustero und eine spanglische Version von Beautiful Liar die ohne Shakira eingesungen wurden. Beide Versionen wurden auf einigen regionalen Versionen der Deluxe Edition von B’Day veröffentlicht.
Im Februar 2013 wurde das Lied geleakt und erschien als illegaler Download.

## Musikvideo
Das Musikvideo von Beautiful Liar wurde von Jake Nava gedreht, der bereits verschiedene weitere Musikvideos mit Knowles aufgenommen hatte. Das Video wurde über zwei Tage, während der zweiwöchigen Produktion der B’Day Anthology Video Albums, gedreht. Wegen eines vollen Terminkalenders hatte das Produktionsteam nicht genug Zeit eine Choreografie zu entwerfen, so dass die Tanzszenen spontan choreografiert wurden und die Schritte in 40 Minuten einstudiert wurden. Shakira, die den größten Teil der Choreografie erstellt hatte, zeigte Knowles einige Tanzschritte und Bauchtanz. Von Knowles stammt die Idee im Musikvideo einen Doppelgänger zu spielen.
Die erste Hälfte des Videos zeigt Knowles und Shakira in separaten Szenen. Es beginnt mit den Gesichtern von beiden Sängerinnen die im Rauch verhüllt sind. Danach befinden sich die beiden vor verschiedenen Hintergründen, unter anderem Morgendämmerung (Knowles) und Abenddämmerung (Shakira) und stürmisches Wetter. Die beiden tragen im gesamten Video ähnliche Frisuren und schwarze Outfits.

## Kritik
Nick Levine von Digital Spy gab Beautiful Liar drei von fünf Sternen und schrieb, dass der Song nicht so lächerlich übertrieben wie andere Duette, zum Beispiel Whitney Houstons und Mariah Careys When You Believe, sei, fand ihn dennoch berechenbar. Ben Sisario von der Zeitschrift The New York Times nannte Beautiful Liar einen „heißen Track“. Bill Lamb von About.com vergab 4 von 5 Sternen und begründete dies mit der Aussage, dass der Song nicht atemberaubend ist, aber dennoch seine Reize hat. Er lobte des Weiteren die Verschmelzung der unterschiedlichen musikalischen Stilrichtungen der beiden Sängerinnen. Chris Willman von Entertainment Weekly kritisierte Beautiful Liar „als eine kleine Enttäuschung. Shakiras Stimme ist zu ähnlich zu Beyoncé’s für einen wirklich gegensätzlichen Tango“.

## Kommerzieller Erfolg
Beautiful Liar stieg auf Platz 94 in den Billboard Hot 100 ein. In der folgenden Woche konnte sich der Song auf Platz 91 verbessern. In der dritten Chartwoche erfolgte der Sprung auf Platz 3, was bis dahin die höchste Aufwärtsbewegung in den Billboard Hot 100 darstellte. Für über 1.000.000 verkaufter CDs wurde das Lied von der Recording Industry Association of America mit Platin ausgezeichnet. Außerhalb der Vereinigten Staaten erreichte Beautiful Liar Platz 1 in 32 Ländern. Zwei Wochen vor der CD-Veröffentlichung debütierte der Song auf Platz 10 in den britischen Singlecharts durch Download-Verkäufe. Nach der CD-Veröffentlichung erreichte Beautiful Liar am 28. April 2007 Platz 1 in den britischen Singlecharts und blieb dort für 3 Wochen. Es war Knowles fünfte Nummer-1 Single im Vereinigten Königreich insgesamt, einschließlich der Charterfolge mit Destiny’s Child, und ihre dritte Nummer-1 Single als Solokünstlerin, für shakira war es die zweite Nummer-1 Single. Für über 400.000 verkauften Exemplaren wurde der Song von der British Phonographic Industry mit Gold ausgezeichnet. Beautiful Liar stieg am 4. Mai 2007 direkt auf Platz 1 in den deutschen Singlecharts ein und konnte sich dort eine Woche halten. Insgesamt verbrachte der Song 7 Wochen in den Top-10 und 17 Wochen in den Top-100. Er wurde vom Bundesverband Musikindustrie für über 150.000 verkauften Exemplaren mit einer goldenen Schallplatte ausgezeichnet. In der Schweiz konnte der Song am 29. April 2007 ebenfalls direkt auf Platz 1 einsteigen und hielt sich dort 4 Wochen. Insgesamt verbrachte er dort 12 Wochen in den Top-10.
Beautiful Liar war in der Kategorie Best Pop Collaboration With Vocals bei den Grammy Awards 2008 nominiert. Die spanische Version war in der Kategorie Record of the Year der Latin Grammy Awards 2007 nominiert. Der Song gewann bei den MTV Video Music Awards 2007 den Preis in der Kategorie Most Earthshattering Collaboration.

### Chartplatzierungen
| ChartsChartplatzierungen       | Höchstplatzierung | Wochen |
| ------------------------------ | ----------------- | ------ |
| Deutschland (GfK)              | 1 (17 Wo.)        | 17     |
| Österreich (Ö3)                | 2 (24 Wo.)        | 24     |
| Schweiz (IFPI)                 | 1 (28 Wo.)        | 28     |
| Vereinigte Staaten (Billboard) | 3 (18 Wo.)        | 18     |
| Vereinigtes Königreich (OCC)   | 1 (24 Wo.)        | 24     |

| ChartsJahrescharts (2007)      | Platzierung |
| ------------------------------ | ----------- |
| Deutschland (GfK)              | 28          |
| Österreich (Ö3)                | 29          |
| Schweiz (IFPI)                 | 11          |
| Vereinigtes Königreich (OCC)   | 12          |
| Vereinigte Staaten (Billboard) | 62          |

### Auszeichnungen für Musikverkäufe
| Land/Region                  | Auszeichnungen für Musikverkäufe (Land/Region, Auszeichnung, Verkäufe) | Verkäufe  |
| ---------------------------- | ---------------------------------------------------------------------- | --------- |
| Australien (ARIA)            | 2× Platin                                                              | 140.000   |
| Belgien (BRMA)               | Gold                                                                   | 25.000    |
| Brasilien (PMB)              | 2× Platin                                                              | 120.000   |
| Dänemark (IFPI)              | Platin                                                                 | 15.000    |
| Deutschland (BVMI)           | Gold                                                                   | 150.000   |
| Italien (FIMI)               | —                                                                      | 60.000    |
| Kanada (MC)                  | Platin                                                                 | 80.000    |
| Neuseeland (RMNZ)            | Gold                                                                   | 7.500     |
| Spanien (Promusicae)         | 3× Platin · + 3× Platin (Ringtone)                                     | 120.000   |
| Vereinigte Staaten (RIAA)    | 3× Platin · + Gold (Mastertone)                                        | 3.500.000 |
| Vereinigtes Königreich (BPI) | Platin                                                                 | 603.000   |
| Insgesamt                    | 4× Gold · 16× Platin ·                                                 | 4.820.500 |

Hauptartikel: Beyoncé/Auszeichnungen für Musikverkäufe